# Repubblica dell'Armenia montanara
La Repubblica dell'Armenia montanara (in armeno: Լեռնահայաստան) fu uno Stato effimero e non riconosciuto, abitato da ribelli al governo armeno che aveva fatto la pace con l'Impero ottomano e la Repubblica Democratica di Azerbaigian (Trattato di Batumi). Corrispondeva grossomodo ai territori di Nagorno-Karabakh, Zangezur, e Nakhichevan. Questa Repubblica, guidata dal generalissimo Andranik Toros Ozanian, intese continuare la guerra contro le nazioni nemiche, in alleanza con la Comune di Baku della Federazione Rivoluzionaria Armena. Partecipò come retrovia in concomitanza alla battaglia di Baku nell'agosto, dopodiché in seguito alla vittoria dei musulmani aumentò la pressione su di essa, in quanto il suo territorio rappresentava la principale via di collegamento tra la Turchia e l'Azerbaigian. In seguito all'Armistizio di Mudros con cui l'Impero Ottomano si arrese, la Repubblica si sciolse autonomamente e rientrò nell'Armenia.
Una seconda effimera Repubblica, guidata stavolta da Garegin Njdeh, fu creata il 25 dicembre 1920 in seguito al Trattato di Alessandropoli che segnava la resa nella guerra turco-armena e armeno-azera, con la cessione del 50% del territorio armeno, ed il restante conquistato dai bolscevichi. Anche questa seconda Repubblica ebbe vita breve, fu conquistata dai bolscevichi il 5 luglio 1921. Il Zangezur ed il Nakhichevan furono assegnati alla RSS Armena (ma il Nakhichevan come autonomia), il Nagorno-Karabakh alla RSS Azera.